# William FitzGerald, XIII conde de Kildare
William Fitzgerald, XIII conde de Kildare (c. 1563 – marzo de 1599) fue un noble irlandés.

## Biografía
Fitzgerald fue el tercer hijo de Gerald Fitzgerald, XI conde de Kildare y Mabel Browne, y el hermano más joven de Henry, el XII conde.
Al regreso de una visita a Inglaterra en marzo de 1599, preparado para acompañar al conde de Essex en la guerra contra Hugh O'Neill, Conde de Tyrone, pereció en el mar con "dieciocho de los jefes de Meath y Fingall".
Fitzgerald también había sucedido al título de Barón de Offaly el 1 de agosto de 1597.